# Драгу
Драгу (рум. Dragu) — село у повіті Селаж в Румунії. Адміністративний центр комуни Драгу.
Село розташоване на відстані 356 км на північний захід від Бухареста, 31 км на південний схід від Залеу, 32 км на північний захід від Клуж-Напоки.

## Населення
За даними перепису населення 2002 року у селі проживали 767 осіб.
Національний склад населення села:
| Національність | Кількість осіб | Відсоток |
| -------------- | -------------- | -------- |
| румуни         | 575            | 75,0%    |
| цигани         | 184            | 24,0%    |
| угорці         | 8              | 1,0%     |

Рідною мовою назвали:
| Мова      | Кількість осіб | Відсоток |
| --------- | -------------- | -------- |
| румунська | 651            | 84,9%    |
| циганська | 108            | 14,1%    |
| угорська  | 8              | 1,0%     |